# Ryan Suter
Ryan Suter (* 21. ledna 1985, Madison, Wisconsin) je americký hokejový obránce hrající v týmu Dallas Stars v severoamerické lize NHL.

## Hráčská kariéra
V dětství hrál za Madison Capitols a Culver Military Academy, než se připojil k americké hokejové reprezentaci do 18 let v Ann Arbor v Michiganu.
V roce 2003 byl draftován na 7. pozici týmem Nashville Predators. V roce 2012 jako volný agent podepsal s Minnesotou Wild 13letou smlouvu v celkové hodnotě 98 milionů dolarů. Úplně stejnou smlouvu podepsal ve stejný den i Zach Parise. Oba byli ze svých smluv vykoupeni v červenci 2021, čtyři roky před jejich vypršením. a 28. července 2021 bylo oznámeno, že po 9 letech Suter opouští Minnesotu Wild, ten den podepsal jako volný hráč čtyřletou smlouvu s Dallas Stars v hodnotě 14,6 milionu dolarů.

## Úspěchy

### Individuální úspěchy
- Nejlepší obránce MS 18' – 2002
- All-Star Team MSJ – 2005
- Nejproduktivnější obránce MSJ – 2005
- Nejlepší +/− bodování na ZOH – 2010

### Kolektivní úspěchy
- Zlatá medaile z MS 18' – 2002
- Zlatá medaile z MSJ – 2004
- Stříbrná medaile ze ZOH – 2010

## Klubové statistiky
| Sezona      | Klub                    | Soutěž      | Základní část | Základní část | Základní část | Základní část | Základní část | Play off | Play off | Play off | Play off | Play off |
| Sezona      | Klub                    | Soutěž      | Z             | G             | A             | B             | TM            | Z        | G        | A        | B        | TM       |
| ----------- | ----------------------- | ----------- | ------------- | ------------- | ------------- | ------------- | ------------- | -------- | -------- | -------- | -------- | -------- |
| 2003/04     | University of Wisconsin | WCHA        | 39            | 3             | 16            | 19            | 93            | –        | –        | –        | –        | –        |
| 2004/05     | Milwaukee Admirals      | AHL         | 63            | 7             | 16            | 23            | 70            | 7        | 1        | 5        | 6        | 16       |
| 2005/06     | Nashville Predators     | NHL         | 71            | 1             | 15            | 16            | 66            | –        | –        | –        | –        | –        |
| 2006/07     | Nashville Predators     | NHL         | 82            | 8             | 16            | 24            | 54            | 5        | 1        | 0        | 1        | 8        |
| 2007/08     | Nashville Predators     | NHL         | 76            | 7             | 24            | 31            | 71            | 6        | 1        | 1        | 2        | 4        |
| 2008/09     | Nashville Predators     | NHL         | 82            | 7             | 38            | 45            | 73            | –        | –        | –        | –        | –        |
| 2009/10     | Nashville Predators     | NHL         | 82            | 4             | 33            | 37            | 48            | 6        | 0        | 0        | 0        | 0        |
| 2010/11     | Nashville Predators     | NHL         | 70            | 4             | 35            | 39            | 54            | 12       | 1        | 5        | 6        | 6        |
| 2011/12     | Nashville Predators     | NHL         | 79            | 7             | 39            | 46            | 30            | 10       | 1        | 3        | 4        | 4        |
| 2012/13     | Minnesota Wild          | NHL         | 48            | 4             | 28            | 32            | 28            | 5        | 0        | 0        | 0        | 4        |
| 2013/14     | Minnesota Wild          | NHL         | 82            | 8             | 35            | 43            | 34            | 13       | 1        | 6        | 7        | 4        |
| 2014/15     | Minnesota Wild          | NHL         | 77            | 2             | 36            | 38            | 48            | 10       | 0        | 3        | 3        | 0        |
| 2015/16     | Minnesota Wild          | NHL         | 82            | 8             | 43            | 51            | 30            | 6        | 0        | 3        | 3        | 4        |
| 2016/17     | Minnesota Wild          | NHL         | 82            | 9             | 31            | 40            | 36            | 5        | 1        | 2        | 3        | 10       |
| 2017/18     | Minnesota Wild          | NHL         | 78            | 6             | 45            | 51            | 34            | –        | –        | –        | –        | –        |
| 2018/19     | Minnesota Wild          | NHL         | 82            | 7             | 40            | 47            | 41            | –        | –        | –        | –        | –        |
| 2019/20     | Minnesota Wild          | NHL         | 69            | 8             | 40            | 48            | 12            | 3        | 0        | 1        | 1        | 0        |
| 2020/21     | Minnesota Wild          | NHL         | 56            | 3             | 16            | 19            | 12            | 7        | 0        | 1        | 1        | 0        |
| 2021/22     | Dallas Stars            | NHL         | 82            | 7             | 25            | 32            | 40            | 7        | 0        | 3        | 3        | 2        |
| 2022/23     | Dallas Stars            | NHL         | 82            | 3             | 22            | 25            | 26            | 19       | 0        | 6        | 6        | 18       |
| 2023/24     | Dallas Stars            | NHL         | 82            | 2             | 15            | 17            | 28            | 19       | 1        | 3        | 4        | 16       |
| NHL celkově | NHL celkově             | NHL celkově | 1444          | 105           | 576           | 681           | 761           | 133      | 7        | 37       | 44       | 80       |

### Reprezentační statistiky
| 2002                 | USA 18'              | MS 18'               | 8  | 1  | 6  | 7  | 12  |
| 2003                 | USA 18'              | MS 18'               | 6  | 1  | 3  | 4  | 22  |
| 2003                 | USA 20'              | MSJ                  | 7  | 2  | 1  | 3  | 2   |
| 2004                 | USA 20'              | MSJ                  | 6  | 0  | 2  | 2  | 8   |
| 2005                 | USA 20'              | MSJ                  | 7  | 1  | 7  | 8  | 20  |
| 2006                 | USA                  | MS                   | 7  | 1  | 1  | 2  | 10  |
| 2007                 | USA                  | MS                   | 7  | 1  | 2  | 3  | 12  |
| 2009                 | USA                  | MS                   | 9  | 1  | 2  | 3  | 8   |
| 2010                 | USA                  | ZOH                  | 6  | 0  | 4  | 4  | 2   |
| 2014                 | USA                  | ZOH                  | 6  | 0  | 3  | 3  | 4   |
| 2016                 | USA                  | SP                   | 3  | 0  | 1  | 1  | 0   |
| 2019                 | USA                  | MS                   | 8  | 0  | 5  | 5  | 4   |
| Reprezentace celkově | Reprezentace celkově | Reprezentace celkově | 88 | 10 | 40 | 50 | 108 |